# Boeggolf

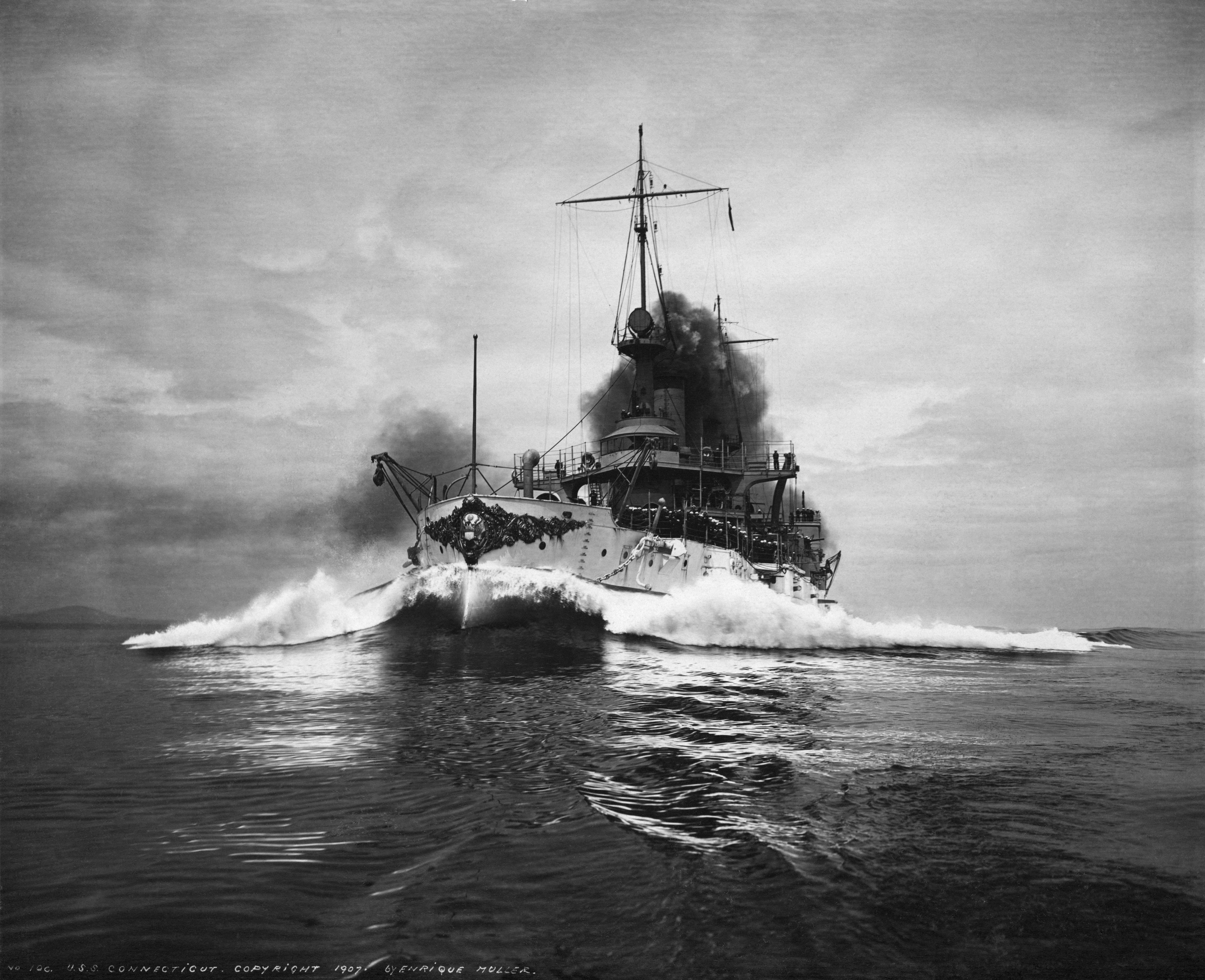
Boeggolf voor de USS Connecticut

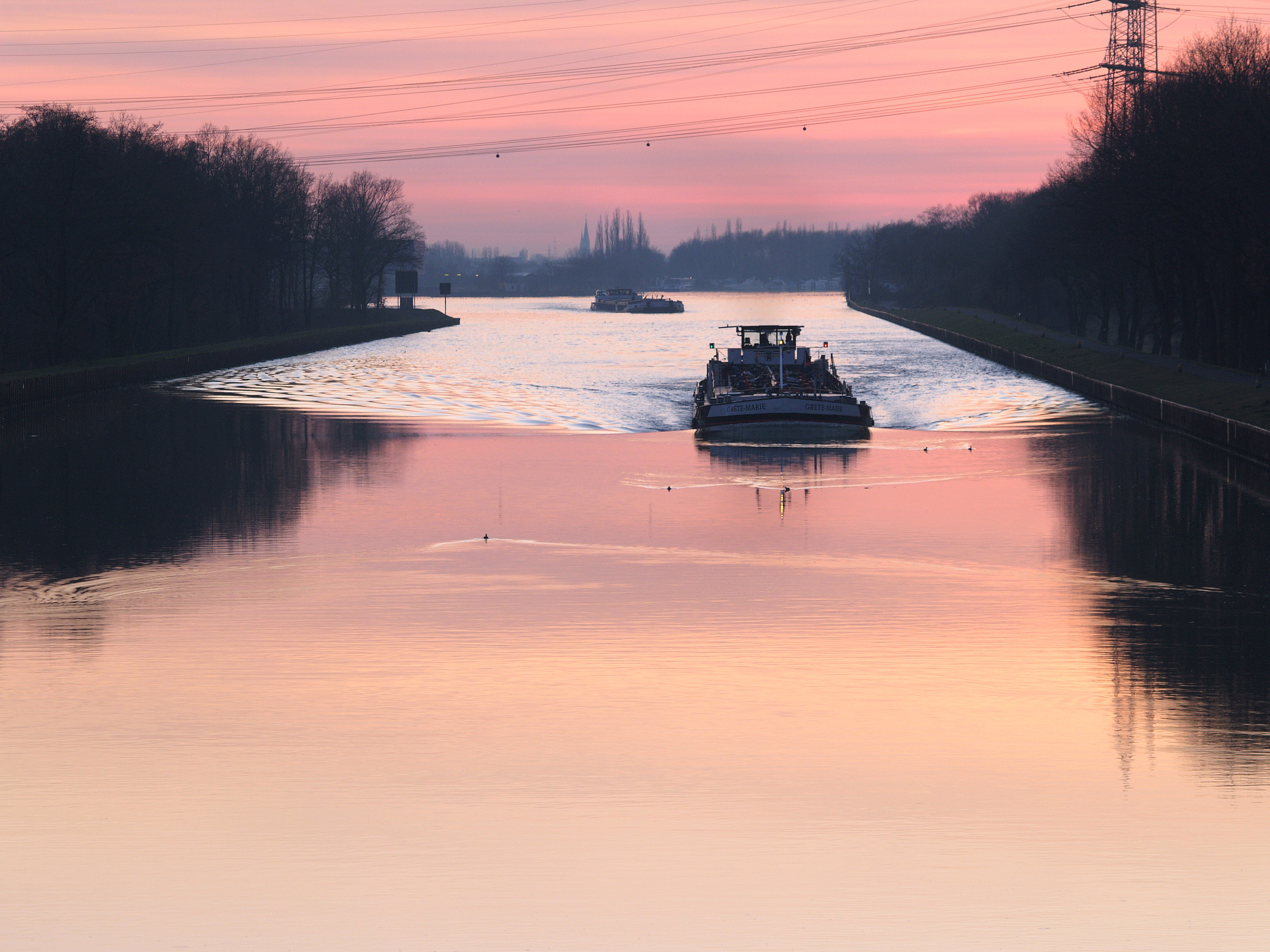
Boeggolf van een schip in een kanaal

Een boeggolf is een golf die ontstaat door de beweging van een boot of schip en het contact van de boeg met het omliggende water.
Naarmate de boeggolf uitdijt, bepaalt deze de uiterste grenzen van het kielzog.  Een grote boeggolf creëert een weerstand en vertraagt het schip.  Een boeggolf kan ook een gevaar betekenen voor kleinere schepen en boten, en kan schade aanrichten aan aangemeerde schepen, oevers en dergelijke.  De scheepsromp wordt om deze redenen geoptimaliseerd voor de vorming van zo klein mogelijke boeggolven, onder meer met het gebruik van een bulbsteven bij grotere schepen.  Een bulbsteven veroorzaakt een golfdal dat het effect van de boeggolf deels compenseert.
De studie van de werking van boeggolven maakt deel uit van de numerieke stromingsleer.
De horizontale hoek die een boeggolf maakt met de bewegingsrichting van een schip is scherper bij hogere snelheid van het schip en stomper bij hogere voortplantingssnelheid van de golf over het water. De voortplantingssnelheid van de golf hangt weer af van de waterdiepte ter plaatse, waarbij geldt:
{\displaystyle \tan(\alpha )={\frac {\sqrt {gh}}{v}}}
met {\displaystyle \alpha } de hoek tussen de golf en de bewegingsrichting van het schip, {\displaystyle g} de gravitatieconstante, {\displaystyle h} de diepte van het water ter plaatse en {\displaystyle v} de vaarsnelheid.